# Polizeiruf 110: Bis unter die Haut
Bis unter die Haut ist ein Kriminalfilm des HR von Marc Hertel aus dem Jahr 2001 und erschien als 226. Folge der Filmreihe Polizeiruf 110. Es ist die vierte Folge mit dem Ermittlertrio Schlosser (Dieter Montag), Reeding (Dennenesch Zoudé) und Grosche (Oliver Stokowski).

## Handlung
Der Kleinkriminelle Edgar Götz wird im Ledermuseum, wo er als Aushilfe arbeitete, erstochen aufgefunden. Die Suche nach dem Täter führt die Kommissare Grosche, Reeding und Schlosser zu einem Sportstudio, in dem das Opfer als Bodybuilder trainierte. Sie vermuten einen illegalen Handel mit Anabolika und schleusen Reeding als „verdeckte Ermittlerin“ in dem Club ein. Sie ist wenig begeistert von dieser Idee und hält den Mord eher für eine Beziehungstat. Die Anzahl der Messerstiche spricht für sie für eine emotionale Überreaktion. Dennoch fügt sie sich und kommt sehr schnell mit dem Betreiber Werner Sattmann in Kontakt. Sein Mitarbeiter Korneck bemerkt jedoch sofort, dass sie von der Polizei ist. Er versucht Reeding einzuschüchtern, um sie auf Distanz zu halten und ungestört mit Sattmann seine Ware aus dem Versteck zu holen, ehe die Polizei ihnen zu sehr auf die Finger guckt. Götz hatte die neue Lieferung in der Werkstatt seines „Lehrmeisters“ Rickert deponiert, der den beiden bei dieser Aktion dazwischenfunkt und sie in die Flucht schlägt. Da der Täschnermeister homosexuell ist und zu Edgar Götz ein sehr enges Verhältnis hatte, wirft er Sattmann vor, seinen Schützling auf diesen „Drogenpfad“ getrieben zu haben. Am nächsten Tag wird Sattmann erschossen unter einer Brücke gefunden. So führt die Spur am Ende zu Rickert. Er hatte herausgefunden, dass Götz die Lederlieferungen aus Bulgarien für seinen Drogenschmuggel benutzt hatte. Er hatte ihn im Museum treffen wollen, um sich mit ihm auszusprechen, aber es eskalierte und er war mit dem Messer auf Götz losgegangen. Sattmann hatte um jeden Preis die Ware von Rickert haben wollen und ihn erpresst. Um ihn loszuwerden, hatte Rickert ihn erschossen.

## Hintergrund
Dennenesch Zoudé ersetzt die Schauspielerin Chantal de Freitas und übernimmt die Rolle der Kommissarin Carol Reeding.

## Kritik
Die Kritiker der Fernsehzeitschrift TV Spielfilm gaben diesem Polizeiruf den „Daumen nach oben“ und meinten, „dank raffinierter Optik hübsch anzuschauen“.